# The Salmon of Doubt
The Salmon of Doubt: Hitchhiking the Galaxy One Last Time (svenska: "Tvivlets lax: att lifta runt i galaxen en sista gång") är en postum samling med material av författaren Douglas Adams, släppt i maj 2002, exakt ett år efter hans död. Boken består till stor del av essäer om teknik och livserfarenheter, men den inkluderar även den ofullbordade romanen som Adams arbetade på vid sin död, The Salmon of Doubt, den tredje delen av Dirk Gently-serien. Boken har aldrig getts ut på svenska.

## Bakgrund
Adams började först att skriva The Salmon of Doubt som en Dirk Gently-bok, en uppföljare till Tedags för dystra själar från 1988. Boken blev aldrig färdig innan Adams dog, men det starkaste materialet från flera olika utkast lades samman till del av det som sedan blev The Salmon of Doubt: Hitchhiking the Galaxy One Last Time.
Adams erkände att när han planerade boken tyckte han att idéerna han hade skulle ha passat bättre till en uppföljare till Liftarens guide till galaxen. Han sade att "En del av sakerna som från början var med i The Salmon of Doubt fungerade inte riktigt", och han planerade att "ta några av idéerna som inte passade i ett Dirk Gently-sammanhang och placera dem i ett Liftaren-sammanhang... och för gamla tiders skull kanske jag kallar det The Salmon of Doubt." Han hade uttryckt missnöje med den femte Liftaren-boken, I stort sett menlös, och har sagt att "Folk har sagt, med rätta, att I stort sett menlös är en väldigt dyster bok. Och det var en dyster bok. Jag skulle vilja avsluta Liftaren med en gladare ton, så fem verkar vara fel sorts tal; sex är en bättre sorts tal."

## Versioner
Det finns flera något varierande versioner av boken. Den brittiska upplagan inkluderar ett förord av Stephen Fry, medan den amerikanska utgåvan har en introduktion av Christopher Cerf. Ljudboksversionen består av 7 CD-skivor lästa av Simon Jones, men innehåller även de två introduktionerna, lästa av diverse författare. Den amerikanska pocketutgåvan har en introduktion av Terry Jones, och har inte med visst material på grund av upphovsrättsproblem.
Den fjortonde tryckningen av den amerikansk-kanadensiska pocketen skiljer sig från den nionde tryckningen av inbundna utgåvan på vissa sätt. Medan pocketutgåvan har Stephen Frys förord har inbundna utgåvan Christopher Cerfs förord, och Adams brev till David Vogel på sida 168 Adams adress med, medan den inte är med i pocketutgåvan. "The Private Life of Genghis Khan" är inte heller med i pocketutgåvan.
Den amerikanska pocketutgåvan med ISBN 0-345-45529-0 innehåller allt från den inbundna utgåvan, samt "An Introduction to the Introduction to the New Edition" och "Introduction to the New Edition", två förord av Terry Jones. Materialet som togs bort i och med den amerikansk-kanadensiska pocketutgåvan är med i denna utgåva.

### Utgåvor
- Amerikansk inbunden utgåva, av Harmony: ISBN 1-4000-4508-8
- Amerikansk inbunden utgåva, av Macmillan: ISBN 0-333-76657-1
- Amerikansk ljudbok (CD), av New Millennium Audio: ISBN 1-59007-151-4
- Amerikansk pocketutgåva, av Ballantine: ISBN 0-345-46095-2
- Amerikansk pocketutgåva, av Del Rey: ISBN 0-345-45529-0
- Amerikansk pocketutgåva, av Pan: ISBN 0-330-41956-0
- Kanadensisk pocketutgåva, utgiven av Pan: ISBN 0-330-32312-1
- Amerikansk ljudbok (CD), utgiven av Phoeniz Audio: ISBN 1-59777-006-X

## Radioserie
BBC Radio 4, som tidigare gjort radioserier baserade på de andra berättelserna om Dirk Gently, köpte upp rätten till The Salmon of Doubt och skulle göra den till en radioserie i sex delar att spelas under mitten av 2010. Dessa planer släpptes dock då BBC istället började planera en TV-serie baserad på de två första böckerna i serien.